# الفاروق (لقب)
الفَارُوقُ هي كلمة أو لقب يُوصف بها من يُميّز بين الحق والباطل. يطلق المسلمون السنة لقب الفاروق على عمر بن الخطاب، في حين يعتقد الشيعة بأنّه لقبٌ مختصٌ بعلي بن أبي طالب دون غيره، وأن الرسول لقبه بذلك.

## التسمية
وفقاً لكتاب لسان العرب الذي كتبه ابن منظور فإن الفاروق تعني الشخص الذي يُفرق ما بين الباطل وما بين الحق.

## آراء

### السنة
في المذهب السني في الإسلام يُطلق هذا اللقب على الخليفة الراشد عمر بن الخطاب، وبحسب اعتقاد أهل السنة فإن أول من أطلق هذا اللقب على عمر بن الخطاب هو نبي الإسلام محمد. كما قيل سماه به أهل الكتاب.

### الشيعة
في المذهب الشيعي يعتقد بأن هذا اللقب قد أطلق على علي بن أبي طالب والذي لقبه النبي محمد، بينما من لقب عمر بن الخطاب بالفاروق هم أهل الكتاب.